# Dăneasa
Dăneasa è un comune della Romania di 3 685 abitanti, ubicato nel distretto di Olt, nella regione storica della Muntenia. 
Il comune è formato dall'unione di 5 villaggi: Berindei, Cioflanu, Dăneasa, Pestra, Zănoaga.